# Medicinska sestra v patronažnem varstvu

### Opis poklica
Medicinske sestre (MS) v patronažnem varstvu zagotavljajo celovito oskrbo pacientov znotraj njihovih domov ter v agencijah in ustanovah, ki služijo ljudem, ki imajo posebne zdravstvene potrebe. Te sestre so cenjene zaradi svojih prilagodljivost in pripravljenost za oskrbo v številnih ustanovah, vključno s skupnimi zdravstvenimi domovi, zavetišči za brezdomce v lokalni skupnosti in na terenu. Medicinske sestre z napredno prakso v skupnostih izboljšajo dostop do oskrbe in nižji stroški v klinikah.
MS v patronažnem varstvu delajo z različnimi partnerji in ponudniki za reševanje zapletenih izzivov. Nikjer to ni bolj očitno kot pri trenutnih prizadevanjih za prepoznavanje, doseganje in zdravljenje ljudi za pomoč starejšim pri učinkovitem obvladovanju kronične bolezni in zdravstvenih težavah zaradi katerih ne morejo obiskati zdravstvene ustanove.
Patronažno varstvo je posebna oblika zdravstvenega varstva, ki opravlja aktivno zdravstveno in socialno varovanje posameznika, družine in skupnosti. Ti so zaradi bioloških lastnosti, določenih obolenj ali ne navajenosti na novo okolje občutljivi za škodljive vplive iz okolja.
Patronažno varstvo je organizirano kot samostojna služba ali organizacijska enota osnovnega zdravstvenega varstva v zdravstvenih domovih. Zdravstvena nega (ZN) v patronažnem varstvu je integralni del primarne ZN in s tem primarnega zdravstvenega varstva.
Patronažna ZN je specialno področje ZN, ki se ukvarja s posamezniki, družinami in lokalno skupnostjo v vseh obdobjih zdravja in bolezni. Nosilka patronažne      ZN je medicinska sestra v patronažnem varstvu, ki ugotavlja potrebe po zdravstveni negi, načrtuje intervencije zdravstvene nege, jih izvaja in vrednoti dosežene cilje. Svetuje o zdravem načinu življenja in obnašanja ter opozarja na rizične faktorje, ki lahko ogrozijo zdravje. Pomaga posameznikom in družinam na njihovih domovih, da se soočijo z boleznijo, kronično nezmožnostjo in s stresom. Ocenjuje kdo, kdaj in kaj je sposoben posameznik ali družina storiti zase in česa ne. Medicinska sestra v patronažnem varstvu je koordinatorka vseh oblik pomoči na domu in je vez med posameznikom in njegovim osebnim zdravnikom.

### ZGODOVINSKI RAZVOJ POKLICA MEDICINSKE SESTRE V PATRONAŽNEM VARSTVU
V preteklosti je bolnega človeka negovala žena, mati, sorodnica. Oseba, ki neguje v takih okoliščinah je tudi  danes negovalka, ker nima poklicne izobrazbe. Ko je medicina dobila svoje začetke v stari Grčiji, je negovanje bolnikov pričelo prehajati v profesionalno obliko. Negovanje je bilo v rokah redovniških in samostanskih dejavnosti, vendar za negovanje ni bila potrebna strokovna izučitev. Red diakonis in usmiljenk je zahteval usposabljenost za negovanje.
Prvi organizirani sistemi obiskov na domu so pričeli leta 1816, v Angiji. V Londonu je takrat bil organiziran „Odbor dobrodelnih žen“, ki so obiskale otroke na domu. Leta 1862, v Manchesterju so začeli obiskati ljudje z namenom poučevanja o telesnem, socialnem, moralnem in religioznem režimu. Leta 1845, je Florence Nightingale začela negovati ranjence.
V 18. Stoletju med vladavino cesarice Marije Terezije se je izoblikoval poklic babice, in je že 1753 bila ustanovljena babiška šola v Ljubljani. Sesterski poklic pa se začenja pozneje, v letu 1860 ko je Florence Nightingale ustanovila šolo v St. Thomas Hospital v Londonu.
Leta 1867, je v Liverpoolu začela delati služba „District Nursing“ – služba bolniške nege na domu. Prvi dispanzer pa je bil osnovan leta 1887, v Edinburghu (v Angliji). „Health Visitors“ je bil uveden leta 1892 ter je bilo omogočeno šolanje zdravstvenih obiskovalk. „District Nursing“ in „Health Visitors“ v Angliji so bile prve izšolane MS v patronažnem varstvu.
Leta 1907 je v Ljubljani osnovan prvi proti tuberkulozni dispanzer, vendar terenskih medicinskih sester še ni bilo na področju nekdanje Jugoslavije. Slovenka Angela Boškin je leta 1914 diplomirala na Dunaju za diplomirano medicinsko sestro, in se je po diplomi strokovno usposobila za terensko medicinsko sestro.
Angela Boškin je 27.1.1919, dobila prvi dekret za imenovanje skrbstvene terenske sestre v Jugoslaviji. Takrat je delovala monovalentno pri varstvu matere in otroka ter v proti tuberkulozni dejavnosti na Jesenicah. Angela Boškin je bila predhodnica današnjih MS v patronažnem varstvu.
Istega leta je v Jugoslaviji je dr. Andrija Štampar imenovan za načelnika pri ministrstvu za narodno zdravje v Zagrebu, in s tem se je začela reforma javnega zdravstva.
V Sloveniji je bilo še zmeraj prisotno monovalentno patronažno varstvo, dokler ni druga svetovna vojna prekinila delovanje patronažnega varstva. Leta 1953, smo dobili v nekdanji Jugoslaviji centre s polivalentnim patronažnim varstvom. Na konferenci Svetovne zdravstvene organizacije leta 1958, v Helsinkih so bili sprejeti koncepti za patronažno dejavnost, ki imajo trajno vrednost. MS v patronažnem varstvu je zelo pomembna v javnemu zdravju. Njene naloge so obsežne in raznolične, zato mora biti in njena usposobljenost in delovanje polivalentno.

### IZOBRAZBA
Patronažno zdravstveno nego lahko opravlja medicinska sestra z višjo ali visoko izobrazbo kot samostojno dejavnost (koncesija), vendar je vključena v mrežo javnega zdravstva. V tem primeru mora prevzeti vsa področja delovanja, to je zdravstveno-socialno obravnavo posameznika, družine in skupnosti, zdravstveno nego otročnice in novorojenčka na domu in zdravstveno nego bolnika na domu. Patronažno varstvo je organizirano 24 ur na dan in vse dni v letu.

### DOSTOPNOST MEDICINSKE SESTRE V PATRONAŽNEM VARSTVU
Do MS v patronažnem varstvu lahko dostopate preko vašega zdravstvenega doma. Pokličete in poveste, da potrebujete obisk patronažne medicinske sestre ali informacije preverite na spletu. 

### Področje dela zdravstvene nege v patronažnem varstvu
Medicinska sestra v patronažnem varstvu je nosilka patronažne zdravstvene nege pacienta, družine in skupnosti v stanju zdravja in blagostanja ter v stanju bolezni, poškodb, nezmožnosti, prizadetosti in nezaželenih stanj ter koordinira delo, zato načrtuje, izvaja in vrednoti ZN. Zdravstveno-socialno obravnavo posameznika, družine in skupnosti ter ZN otročnice in novorojenčka na domu uvrščamo med preventivno dejavnost, ZN pacienta na domu pa med kurativno dejavnost.
Med pomembnejše naloge patronažne ZN sodi izvajanje preventivnega programa, ki je namenjeno ohranjanju, krepitvi in varovanju zdravja in preprečevanju bolezni celotne populacije. Še posebej se posveča obravnavi biološko najbolj ranljivih skupin prebivalstva.
Področje preventivnega dela diplomirana medicinska sestra (DMS) v patronažnem varstvu načrtuje samostojno. Obseg preventivnega programa določajo Navodila varstva na primarni ravni.
Preventivno patronažno zdravstveno varstvo obsega:
·        šest patronažnih obiskov pri novorojenčku in dojenčku v prvem letu starosti in dva dodatna obiska pri slepih in invalidnih materah,
·        patronažni obisk pri otroku v drugem in tretjem letu,
·        dva patronažna obiska na leto pri slepih in slabovidnih z dodatnimi motnjami v starosti od 5 do 25 let, če so ti v domači oskrbi,
·        patronažni obisk pri nosečnici,
·        dva patronažna obiska pri otročnici,
·        svetovalni patronažni obisk za ženske, ki se po treh letih ne odzovejo vabilu na preventivni ginekološki pregled,
·        dva patronažna obiska zavarovane osebe, stare nad 25 let:
o  pacienti, ki imajo aktivno tuberkulozo,
o  pacienti, ki imajo mišično in živčno-mišična obolenja,
o  paraplegiki in tetraplegiki,
o  pacienti z multiplo sklerozo, cerebralno paralizo,
o  osebe z motnjami v razvoju,
o  invalidi,
o  pacienti, ki imajo kronična obolenja.
Kurativna dejavnost v patronažnem zdravstvenem varstvu se izvaja in načrtuje na osnovi naročila izbranega osebnega zdravnika ali pooblaščenega zdravnika. ZN bolnika na domu je lahko nadaljevanje bolnišničnega zdravljenja ali pa poteka kot ambulantno zdravljenje. Ob obravnavi pacienta na domu se MS v patronažnem varstvu po potrebi posveti tudi njegovi najožji družini.

### DELO MEDICINSKE SESTRE V PATRONAŽNEM VARSTVU
Patronažna ZN je področje delovanja patronažnega zdravstvenega tima. V zdravstveni tim so poleg patronažne MS in zdravnika lahko vključeni še zdravnik specialist, socialni delavec in drugi člani
Kakovost timskega dela, zdravljenja in rehabilitacije je odvisna od dobrih medsebojnih odnosov, komunikacije in pa pomoči zdravstvenih delavcev, prav tako pa od njihove koristnosti in uporabnosti. Odnosi morajo temeljiti na njihovem medsebojnem zaupanju in spoštovanju.
Osnovna zdravstvena dejavnost na primarni ravni med drugim obsega patronažne obiske, zdravstveno nego, zdravljenje in rehabilitacijo bolnikov na domu ter oskrbovancev v socialno varstvenih in drugih zavodih. Zdravstveni delavci in zdravstveni sodelavci opravljajo zdravstveno dejavnost v skladu s sprejeto zdravstveno doktrino in s kodeksom medicinske deontologije oziroma drugimi strokovnimi in etičnimi kodeksi. Pri opravljanju dela morajo obravnavati vse ljudi pod enakimi pogoji.
Prav tako pa so patronažni obiski, zdravljenje in nega na domu pravice iz obveznega zdravstvenega zavarovanja (23.člen Zakona o zdravstvenem varstvu in zdravstvenem zavarovanju.
DMS v patronažnem varstvu mora na osnovi ugotovljenega zdravstvenega stanja pacienta, ter stanj in pa razmer v družini pripraviti načrt ZN pacienta in družine, sodeluje pa tudi v diagnostično-terapevtskem programu, zdravstveni vzgoji, po potrebi pa tudi koordinira delo z drugimi službami, v zdravstvenem domu in izven njega. Prav tako organizira in nadzira oskrbo na domu. Patronažno varstvo se organizira 24 ur na dan in vse dni v letu. Delo načrtuje dnevno, mesečno in letno, prav tako mora poznati teren dela in upoštevati kadrovski normativ.
Patronažna DMS, ki se vključuje v vsa področja promocije zdravja spodbuja ljudi, da bi postavili zdravje na najvišje mesto na lestvici človekovih vrednot, da bi aktivno skrbeli zanj in tako imeli večji vpliv na ekonomske in socialne vplive na zdravje.

### AKTIVNOSTI ZN
Pri patronažnih obiskih so mnogokrat prve MS soočene z morebitno zdravstveno ali socialno problematiko, kjer presodijo ali so intervencije potrebne in če so, kakšne. Zaradi pogoste fizične oddaljenosti drugih članov zdravstvenega tima (zdravnik, socialni delavec, fizioterapevt in ostali). Patronažna MS samostojno sprejema odločitve o zdravstveni oskrbi na pacientovem domu. Patronažna MS je pri opravljanju zdravstvene nege avtonomna z omejitvami v okviru svojih kompetenc .
Aktivnosti, ki jih DMS v okviru patronažnega varstva opravlja so sledeče:
1.     DIHANJE
2.     PREHRANJEVANJE IN PITJE
3.     IZLOČANJE IN ODVAJANJE
4.     GIBANJE IN USTREZNA LEGA
5.     SPANJE IN POČITEK
6.     OBLAČENJE IN SLAČENJE
7.     VZDRŽEVANJE NORMALNE TELESNE TEMPERATURE
8.     OSEBNA HIGIENA IN UREJENOST
9.     IZOGIBANJE NEVARNOSTIM V OKOLJU
10.  KOMUNIKACIJA-IZRAŽANJE POTREB IN ČUSTEV
11.  IZRAŽANJE VERSKIH ČUSTEV
12.  KORISTNO DELO
13.  RAZVEDRILO IN REKREACIJA
14.  UČENJE IN PRIDOBIVANJE ZNANJA
15.  ORGANIZACIJA DELA IN RAZVOJ STROKE
16.  PREPREČEVANJE IN OBVLADOVANJE OKUŽB
17.  PSIHIČNA IN FIZIČNA PRIPRAVA PACIENTOV
18.  PRIPRAVA IN DAJANJE ZDRAVIL
19.  DIAGNOSTIČNO-TERAPEVSTKE AKTIVNOSTI
20.  STROKOVNA PRIPRAVA NA DELO.
Želja MS v patronažnem varstvu je, da na podlagi hišnega obiska oceni zdravstveno stanje pacienta, kajti napotitev v bolnišnico je praviloma izredno stresna tako za pacienta, kot za svojce.
V okviru svojih kompetenc ki jih opravljajo MS v patronažnem varstvu se velikokrat znajdejo v dilemah pri aktivnostih ZN in se sprašujejo ali naj odgovornost sprejmejo nase oz. etični dilemi ali aplicirati predpisano ali poiskati nadaljnje resurse.